# Artūras Paulauskas
Artūras Paulauskas (Vilnius, 23 agosto 1953) è un politico lituano.
È stato Presidente della Lituania ad interim dall'aprile al luglio 2004.
Dal gennaio al dicembre 2008 è stato Ministro dell'ambiente nel Governo guidato da Gediminas Kirkilas.
Ha ricoperto la carica di Presidente del Seimas, il Parlamento nazionale lituano, dall'ottobre 2000 all'aprile 2004 e dal luglio 2004 all'aprile 2006.